# آکیرا هاماشیتا
آکیرا هاماشیتا (انگلیسی: Akira Hamashita؛ زادهٔ ۵ ژوئیهٔ ۱۹۹۵) بازیکن فوتبال است.
از باشگاه‌هایی که در آن بازی کرده‌است می‌توان به باشگاه ورزشی توچیگی اشاره کرد.